# 葉基·維亞特爾
葉基·約瑟夫·維亞特爾（1931年9月17日—），是波蘭的政治人物、政治學者，在比較政治學上首創政黨體系分類「霸權政黨制」（hegemonic party system）而知名。

## 人物
1931年生於華沙，1954年華沙大學哲學及社會學系畢業後在校研究，1957年取得博士學位，1976成為該校常任教授，1991至1997年當選波蘭共和國下議院議員，1996至1997年擔任教育部長 ，現華沙大學名譽教授（Professor Emeritus of the University of Warsaw, Dr. Sc. (Sociology)）、歐洲法律管理學院（Europejska Wyższa Szkoła Prawa i Administracji，EWSPA）名譽校長。曾是波蘭統一工人黨黨員、支持黨的路線，波蘭民主化後為民主左派聯盟黨員。

## 創見
1966年頃針對波蘭政治生態，提出介於杜瓦傑的一黨制（mono-party system）與一黨優勢制（dominant party system）之間新分類「霸權政黨制」，用來解釋當時波蘭統一工人黨一黨領導下及其附庸衛星黨的體系，定義是「全部現有政黨結成一個持久聯盟，並接受其一政黨居領導地位。」

## 影響
義大利政治學者喬萬尼·薩托利於1976年著作《政黨與政黨制度》（Parties and Party Systems）借維氏觀點重新闡述，再細分「意識型態霸權政黨」（ideological hegemonic party）、「務實霸權政黨」（pragmatic hegemonic party），前者以波蘭統一工人黨、後者墨西哥革命建制黨為代表，改頭換面的「霸權政黨制」打入西方政治學體系；薩氏也批評那時波蘭體制「充其量是一黨二級體制下，容忍且隨意分一點權力給附屬政團。」

## 外部連結
- . YouTube上的EWSPA頻道. 2013-03-18. （原始内容存档于2015-06-30） （波兰语）. 外部链接存在于|publisher= (帮助)
- . YouTube上的KUCREES頻道. 2013-11-15. （原始内容存档于2019-10-31） （英语）. 外部链接存在于|publisher= (帮助)